# Первомайский (Грязинский район)
Первома́йский — посёлок Двуреченского сельсовета Грязинского района Липецкой области.
Расположен на Усманском шоссе в Ленинском лесничестве.
В 1930-х годах здесь, в лесном массиве, началась добыча торфа. Вскоре рабочие основали посёлок, который имел несколько названий — Торфболо́то, Торфразрабо́тки, Клешня́ (либо Калешня́). Позднее дали новое имя — Первомайский (в честь праздника трудящихся — Первомая) .

## Население
| 2009 | 2010 | 2013 |
| ---- | ---- | ---- |
| 201  | ↗202 | ↗229 |